# ザブングル (お笑いコンビ)
ザブングルは、かつてワタナベエンターテインメントで活動していた日本のお笑いコンビ。1999年9月結成、2021年3月解散。『M-1グランプリ2007』ファイナリスト。

## メンバー
松尾 陽介（まつお ようすけ、1977年1月28日 - ）（48歳）
ツッコミ（一部のコントではボケ）担当、立ち位置は向かって左。
- 身長178 cm、体重69 kg、A型。
- 愛知県名古屋市出身。愛知高等学校卒業。大学中退。
- 高校生まではかなり内気な性格だったと語っている。
- 3歳上の兄とは一度も兄弟喧嘩したことがないため物凄く仲が良い。
- コントでは真面目な人物を演じることが多いが、気性の荒いキャラクターを演じることもある。
- 趣味は野球観戦。プロ野球ファンであり、雑誌『週刊ベースボール』に対談が載ったことがある。
- 徳永英明ファンで、曲をマスターしている。
- 眼鏡は伊達眼鏡であり、視力は低くはない。コントの役柄によっては眼鏡をかけないでネタをすることもある。
- 運動神経は悪く、『アメトーーク!』の「運動神経悪い芸人」企画では底辺の運動神経の悪さを見せていることから「ガチ王」「水神さま」の異名を持つ。反面、ダンスは出来る。2021年4月1日放送の『アメトーーク!』の企画「さよならガチ王」が、芸人としての最後の出演番組となった。
- 2021年3月31日にコンビ解散。その後、起業家に転身し、「企業のマーケティング支援」「国内外における人材や案件の仲介」「お笑い芸人のセカンドキャリア創出」を掲げる株式会社OMATSURIを設立し、代表取締役に就任した。
- 2021年12月26日配信『ABEMA的ニュースショー年末SP』、同30日『アメトーーク年末5時間40分SP』に「一般人」として出演。

加藤 歩（かとう あゆむ、1974年10月26日 - ）（50歳）
ボケ（一部のコントではツッコミ）担当、立ち位置は向かって右。
- 身長172 cm、体重64 kg、O型。三重弁。
- 解散後はピン芸人「ザブングル加藤」として活動。
- 三重県四日市市出身。四日市市立南中学校、三重県立四日市四郷高等学校卒業。一浪の後名古屋商科大学へ進学。
- 「歩」という名前の由来は、将棋好きで日本将棋連盟の指導員資格を持つ父親が「歩のない将棋は負け将棋」という格言から取った。なお、このエピソードをネタの前フリとすることがあり、エピソードの披露後に続けて「だから将棋の駒みたいな顔になった」と自虐ネタを言った後、「悔しいです!!」の顔芸で締めくくる。
- 小中学時代は太っていて顔も丸顔だったが、モテたい一心で高校入学を機にハンドボールを始めて痩せた結果、顔の肉の下からエラが出てきた。
- 銭湯好きで、週3・4回は近所の銭湯に通っている。
- 高校時代、ハンドボール部に所属し、県内でベスト4になったこともある。その経験をいかし、ハンドボールを通じて活動する東日本大震災復興支援プロジェクト「HAND TO HAND」に参加している。
- 2009年9月26日、4年前から交際していた一般女性と17日に入籍したことを発表。
- 2011年11月に長男が誕生、早産で未熟児だったことを、退院後の2012年1月にブログで報告した。2014年8月には次男が誕生した。
- 2011年頃から加藤をフィーチャーしたインターネット・ミームが欧米で流行している。このミームは一般に「インポシブル・ガイ（Impossibru Guy）」と呼ばれる。加藤の持ちネタである「くやしいです」の顔芸の静止画に、英語で「不可能」という意味の「Impossible」の日本語訛りとして「Impossibru」の文字を重ねることで、驚き、怒り、絶望などのリアクションを表現するために使用されることが多い。
- 2012年12月から、四日市観光親善大使に就任し活動している。
- YouTubeチャンネルの「街録ch〜あなたの人生、教えて下さい」に出演し、21歳から左耳が全く聞こえなかったことを明かした。
- 2023年7月、国家資格のFP技能検定2級合格を報告。
- 2023年11月23日、ブログにて国家資格の宅地建物取引士合格を報告した。

## 芸風・持ちギャグ
- ネタは漫才・コント両方行うが、主にコント。元はコントのネタを漫才として使うこともあった。

### 加藤
- 「悔しいです!!」と叫びながら、力んだ変な顔をする。元ネタはテレビドラマ『スクール☆ウォーズ』に登場する森田光男（演：宮田恭男）のセリフ[16]。以前「悔しいです!!」のところを「うれしいです!!」と叫んだことがあった。（2014年 ロッテアイス「モナ王」公式サイトのスペシャルムービーより）
- 「見ろやこの筋肉!!」と言い、袖をまくり二の腕を出しながら片膝をつく。そして力こぶを叩きながら「カッチカチやで!! カッチカチやぞ!! ゾックゾクするやろ!!」と言う。元はハンドボール部コントでのギャグだったが、あまりにも受けなかった（お笑い芸にならなかった）ため他の芸人に面白半分に振られるようになり定着した。またこの時松尾はカッチカチにあわせうなずきリズムを取っている。
- 松尾のツッコミや自分のボケに対して「なんで!?」を連発する。元は加藤の元アルバイト先の店長の真似であった。
- 「触んな! ファミ通（ネルシャツ）やぞ! コラァ!」とキレる。加藤がキレるセリフで、松尾が加藤の服を掴んだ時に加藤が言う。『M-1グランプリ』2007の決勝戦では、黒スーツを着ており、『ファミ通』が『喪服』になっている。ネルシャツのときはたいていネルシャツを重ね着している。
- 「エリザベス!!」と叫びながら、松尾に脳天チョップを食らわせる。実はこのギャグはM-1グランプリ用にと、先輩のゴルゴ松本が松尾に伝授したもの。
- 「一週間の歌」の替え歌で「月曜日はブサイクと言われ〜、火曜日もブサイクと言われ〜…」と歌い、「日曜日はさすがに悔しいです!!」と上述の「悔しいです!!」のギャグで落とす。
- 「ゲゲゲの鬼太郎」の原作者水木しげるにすれ違った際に顔を見て「（本物の妖怪が）おった!」と言われた、というギャグがある。ゆってぃと春日俊彰（オードリー）とコラボカーペットした際にも使った。
- 「メガネをフレームなしでかける」としてメガネのレンズを目の周りの筋肉で押えてはめる。ギャグの前に「コンタクトレンズをつける」と言ってから行い「サイズ間違えた〜」と言いながら顔を上げる場合もある。
- 「モノマネをします」と言った後に似ていないモノマネをして最後に「片桐はいり」と言う。

### 松尾
- 徳永英明のモノマネ「壊れかけのRadio〜ライブバージョン〜」、2008年11月22日放送の『ウンナン極限ネタバトル! ザ・イロモネア 笑わせたら100万円』（サバイバルルール）のモノマネのジャンルで披露、スタジオ観客の中でランダムに選ばれた2人を笑わせてクリアした。

## 経歴
- 名古屋NSC5期生で、以前は別々のコンビで名古屋吉本に所属していた。
- テレビ朝日『草野☆キッド』の「第三回キモカワ芸人選手権」にて、加藤が優勝した。
- 『M-1グランプリ』には2004年大会から出場。2007年大会で決勝戦進出を果たし、ラサール石井や上沼恵美子から「ツッコミ（松尾）が上手い」といった評価を受けた。翌年はテレビ出演が飛躍的に増えたが、同年の『M-1』では初の3回戦敗退に終わった[注 1]。
- 『キングオブコント』では2008年から2014年まで7年連続で準決勝進出（2012年は追加合格）、2016年にも準決勝に進出しているが、決勝戦進出は果たせなかった。
- 2000年6月30日に『はねるのトびら』の前身番組である『新しい波8』に出演し、さらに2001年3月30日に放送された選抜スペシャル[注 2]にも出演していたが、その後『はねトび』のレギュラーを勝ち取ることはできず落選した。なお、『はねトび』にはそれから10年後の2011年5月11日放送回にゲストとして出演している[注 3]。
- 朝日放送『笑いの金メダル』では、その奇抜なキャラがウケて一時期、準レギュラーとして出演していた。また、加藤の母親が出演したこともある。
- テレビ東京『イツザイ』の2007年12月放送分では、加藤が新垣結衣の『そら』プロモーション・ビデオ（PV）への出演権を獲得し、自転車配送便の役で出演。自転車のチェーンが途中で切れ、ひたすら足で走るという設定で出演した。撮影前に新垣にあいさつしに行った際、「先輩としてガツンとして言ってやりますよ」と言っていたが「カッチカチやぞ」のギャグを披露して新垣にも喜んでもらったものの逆に完全に食われて、後で「器が違いますよね」と認めていた。
- 『ザ・イロモネア』では「ゴールドラッシュ」で3勝して本選出場権を獲得した。しかし、2009年1月17日放送のサバイバルSPで司会の内村光良の提案した「100万円獲れなかったらゴールドラッシュに降格」という特別ルールを加藤が飲み、結局Finalステージで敗退となったことで番組史上初となるゴールドラッシュ降格となった。これにより同年2月7日のゴールドラッシュSPで2勝、3月7日で3勝目を勝ち抜きイロモネア再昇格を果たした。

### 闇営業騒動での謹慎処分
2014年、当時よしもとクリエイティブ・エージェンシー所属の入江慎也（カラテカ）に誘われ所属事務所に報告せずに仕事をするいわゆる「闇営業」で反社会勢力団体主催の忘年会にコンビで参加。入江よりそれぞれ7万5000円の金銭を受領した。ザブングル側はそういった団体であるという認識はなかったものの、所属事務所のワタナベエンターテインメントはザブングルのこの行為をコンプライアンス違反と受け止め、2019年6月24日より謹慎処分が下され、7月1日に、謹慎期間を同年8月末日までとすることが発表された。謹慎期間中はボランティア活動を行った。2019年9月1日より活動を再開した。

### 解散
2021年3月31日を以ってコンビ解散、松尾が芸能界を引退することが同年2月1日に一部で報じられ、同日、所属事務所から正式にコンビ解散と松尾の引退が発表された。加藤は解散後も芸人の活動を続ける。松尾は芸能活動を引退し、「お笑い芸人のセカンドキャリア創出」などを掲げる株式会社OMATSURIを設立、代表取締役に就任。
加藤は、解散後に消防設備士の資格を取得し、お笑いを本業としながらも、副業としてビルやマンションなど建物内の消火器やスプリンクラー、火災報知器、誘導灯などの防災設備が稼働するかを点検、整備して回る仕事をしている。そのため、全国の設備会社の講演会や防災のイベントなど本業への仕事にもつながっている。また、2023年には、宅地建物取引士やファイナンシャル・プランニング技能士にも合格している。

## 賞レース成績・受賞歴など

### M-1グランプリ
| 年     | 結果       | エントリーNo. | 決勝戦キャッチコピー | 備考                                              |
| ------ | ---------- | ------------- | -------------------- | ------------------------------------------------- |
| 2004年 | 準決勝敗退 |               |                      |                                                   |
| 2005年 | 準決勝敗退 |               |                      |                                                   |
| 2006年 | 準決勝敗退 |               |                      |                                                   |
| 2007年 | 決勝6位    | 4200          | 奇跡の顔面           |                                                   |
| 2008年 | 3回戦敗退  |               |                      | 過去に決勝戦を経験したプロのコンビの3回戦敗退は初 |

### その他
- 2006年 平成18年度NHK新人演芸大賞 演芸部門 本選進出

## 出演

### テレビ

#### 解散時のレギュラー番組
- 建物の世界を深掘り ボクらケンセツ部（サンテレビ、2019年10月6日[25] - ）
- さんまのお笑い向上委員会 (フジテレビ、2015年〜) ※加藤のみ不定期出演、ただし謹慎期間中の放送及び収録分を除く

#### 過去のレギュラー番組
- くちコミ☆ジョニー!（日本テレビ、2007年10月 - 2008年3月）水曜日
- わかってちょーだい!（フジテレビ、2007年4月 - 9月）金曜日〜日曜日
- ドッカ〜ン!（TBSテレビ、2007年4月 - 7月）加藤のみ
- 晴れ・どきドキ晴れ（CBC、 - 2007年9月）
  - 司会の若狭敬一（CBCアナウンサー）などから「スポーツのデータに詳しい松尾君」「加藤君、悔しいですか？」と言われることが多かった。
- ガリンペロex（TOKYO MX、2008年4月 - 9月）
- ザファイバル（奈良テレビ・三重テレビ）
- "笑"たいむ（NHKBS2、2008年4月 - 2009年3月）
- おもいッきりDON!1025（日本テレビ、2009年4月1日 - 9月30日）水曜日レギュラー
- おもいッきりPON!（日本テレビ、2009年10月5日 - 2010年3月22日）月曜日レギュラー
  - 松尾・浜内千波・高橋みなみ（AKB48）と4人で「いますぐマネシピ 美味しいです」のコーナーでレギュラー出演していたが、11月30日以降はアシスタントに降格される・中継現場の端っこに追いやられるなどの扱いを受けている。のちに松尾・高橋みなみも同じ扱いを受け始め、調理スペースでの出演者が毎週入れ替わるようになった。
- PON!（日本テレビ、2010年3月30日 - 9月28日:火曜日レギュラー、2010年10月6日 - 2011年3月23日:水曜日レギュラー）
- 恋愛成就バラエティー 「幸せになりたいの(しあなり)」（2011年8月6日- TOKYO MX 毎週土曜日 19:00-）
- ぷれサタ!（東海テレビ、2010年10月2日 - 2013年3月16日）
- 主役はキミだ!わんだほキッズ（東海テレビ、2010年10月2日 - 2014年3月29日）
- 真麻のドドンパッ!（BS日テレ、2016年10月 - 2017年9月）木曜日「今日はドンな日？」コーナー
- 追跡！あやしい芸能人（TOKYO-MX）不定期出演
- ドリームセブン（チバテレビ）
- 所さんの学校では教えてくれないそこんトコロ!（テレビ東京）リポーターとして不定期出演

#### テレビドラマ
- プラトニック・セックス -娘の叫び! 親の涙…そして親子の闘いが始まる-（2001年9月24日・28日、フジテレビ）
- 相棒 season10 第10話（2012年1月1日、テレビ朝日） - 神奈川県警の警官・鈴木（松尾）と田中（加藤）役
- 35歳の高校生 最終話（2013年6月22日、日本テレビ） - 情報番組『朝イチ!』のリポーター 役（本人役）

加藤歩単独の出演
- 特別ドラマ企画「誰かが嘘をついている」（2009年10月6日、フジテレビ）- 売人 役
- ヤンキー君とメガネちゃん（2010年5月7日、TBS）- 難波 役
- 屋上のあるアパート[注 4]（2011年3月21日、TBS） - 不動産屋 役
- チェリーナイツ（2010年10月10日 - 12月12日、BSフジ） - 江藤カオル 役
- 刑事110キロ 第3話（2013年5月9日、テレビ朝日） - 梨田 役
- 極悪がんぼ 第9話（2014年6月9日、フジテレビ） - 恵瀬 役
- HiGH&LOW〜THE STORY OF S.W.O.R.D.〜（2015年10月21日 - 12月23日、日本テレビ） - 伊集院殻人 役
- 科捜研の女（2017年、テレビ朝日） ‐ 甲野安人 役
- 仮面ライダーリバイス 第14話・第16話（2021年12月12日・26日、テレビ朝日） - 謎の男（カメレオン・デッドマンの人間態） 役
- 僕たちの校内放送（2023年8月2日 - 23日、フジテレビ） - 小宮山 役[26]
- 大河ドラマ「光る君へ」第5話（2024年2月4日、NHK） - 侍従宰相 役[27]
- 加藤ちゃん三重ケンちゃん〜ぶらぶらテレビ〜（三重テレビ、2025年2月28日～、毎月第4金曜日 23:20～23:50）

#### その他の出演番組
- U-CDTV（TBSテレビ）
- となりのマエストロ（TBSテレビ）
- 爆笑オンエアバトル（NHK総合）戦績4勝8敗 最高481KB
  - 2000年9月2日放送回にて初挑戦初オンエアを果たしたが、この回は上位5組が全て480KB台以上を獲得していたため481KB（自己最高KB）という高得点ながら5位通過であった[注 5]。これは5位で通過した芸人の中でも最高KB（その次がアップダウン、キングオブコメディ、上々軍団の473KBで5位通過）となっており、以降番組終了まで1度も破られなかった。また、彼らが同番組で唯一漫才を披露した回でもある（以降は全てコントで挑戦していた）。
  - 2001年5月5日放送回を最後にしばらくオンエアから遠ざかっており、その後2001年9月1日放送回から2004年6月19日放送回まで7連敗を記録している。2005年8月27日放送回（愛知収録）にておよそ4年ぶりにリベンジ（401KB・4位）を果たしたが、結局この回が最後の出場となってしまった。この回と初挑戦の回しか400KB台を記録しておらず、さらに一度も3位以内でのオンエアを経験しなかった(4位と5位を2回ずつ経験)。
- オンバト+（NHK総合）「オンバト+PREMIUM」に出演
- エンタの神様（日本テレビ）キャッチコピーは「中濃の笑撃波」
- ウンナン極限ネタバトル! ザ・イロモネア 笑わせたら100万円（TBSテレビ）
  - 『ゴールドラッシュ』に出演、本選出場権獲得→ゴールドラッシュ降格、再び本選出場権獲得。
- お笑いDynamite!（TBSテレビ）キャッチコピーは「四角い顔の人気者」→「四角い顔で悔しいです」
- 笑いの金メダル（テレビ朝日）
- 新しい波8（フジテレビ）
- おはスタ（テレビ東京）
  - 当初は加藤のみ（月島きらりのドラマコーナーにてブングリーノ刑事役）
  - イベントで松尾も登場（松尾巡査（怪盗マッツー）役）
- M-1グランプリ（テレビ朝日、2007年）
- Hi! Hey! Say!（テレビ東京）加藤のみ不定期
- 東京金歯（BSフジ）
- 爆笑レッドカーペット（フジテレビ）キャッチフレーズは「悔しいです!」→「顔面リーサルウェポン」。
  - コラボカーペットで、フットボールアワー&日村勇紀（バナナマン）、ゆってぃ&春日俊彰（オードリー）（ゆってぃ隊名義）、テンゲン&八木真澄（サバンナ）&小島よしお&庄司智春（品川庄司）（筋肉ダービー名義）、木村卓寛（天津）&中岡創一（ロッチ）（天津木村隊名義）、小島よしお&鈴木Q太郎（ハイキングウォーキング）（小島パチンコシリーズ名義）と共演（いずれも加藤のみ）。
  - 2009年5月16日の放送でレッドカーペット賞を受賞
- ジャイケルマクソン（毎日放送、2008年11月19日・26日）芸人国勢調査に出演
- AKBINGO!（日本テレビ、2008年12月3日・10日）私立タリナイはいすく〜る
  - ネタ披露は全て失敗に終わった
- 未来創造堂（日本テレビ、2009年1月22日）
  - 加藤はハンドボール、松尾は野球観戦へのこだわりを披露
- 笑撃!ワンフレーズ（TBSテレビ）準レギュラー
- あらびき団（TBSテレビ）それぞれピンで出演（加藤は母親と共演）
- Eテレ0655（NHK教育）『忘れもの撲滅委員会』『2度寝注意報発令中！』で、蛍原徹（雨上がり決死隊）、土屋伸之（ナイツ）と共演（松尾のみ）
- みんなでニホンGO!（NHK総合）
- ウンナンのラフな感じで。（TBS、2010年7月29日）加藤のみ
- ちょっと変だぞ日本の自然「大ピンチ!ふるさと激変スペシャル」（NHK総合、2010年8月18日）リポーター
- TV・局中法度!（テレビ神奈川・千葉テレビ放送・テレビ埼玉・サンテレビジョン、2012年10月 - 2013年3月） - 松平広忠・福島正則役（加藤）、加藤嘉明役（松尾）
- 銀玉王（サンテレビ)、不定期出演
- 第6期将棋ウォーズ棋神戦 in テレ朝夏祭り（2018年8月10日、テレ朝チャンネル）[28] 加藤のみ
- プロ野球みんなが知らないおカネの話1・2・3 ～グラウンドにはゼニが埋まってる!?スペシャル～（BSスカパー！） - MC
- オールスター後夜祭（2019年4月7日[29]、TBS）
- 球辞苑（NHK、2019年12月7日、2021年2月27日、2023年3月5日）松尾のみ
- GO! GO! ニンじゃぽん（2020年2月 、北陸放送ほか）- 加藤のみ（塙のピンチヒッター）

ほか多数

### ラジオ

#### 過去のレギュラー番組
- SUNDAY NIGHT FEVER（JFN、2008年10月 - 2010年3月）
- GOLD RUSH（TOKYO FM、2008年10月 - 2009年3月）
- ザブングル松尾の音笑（FM-FUJI、2016年10月7日 - 12月30日）※松尾のみの出演[30]
- ザブングル&川島葵のカッチカチ大放送!（東海ラジオ、2017年10月 - 2018年9月30日）

#### その他の出演番組
- 赤坂泰彦のディア・フレンズ（TOKYO FM、2008年10月22日）爆笑アカサカーペット
- 爆笑問題の日曜サンデー（TBSラジオ）
  - 2019年9月15日（ザブングルとして）[31]
  - 2021年5月16日（加藤のみ）[32]

### ネット番組

#### 過去の出演番組
- ぶるぺん〜今まさに世に出ようとしている「あったまった人々」が登場!〜（2013年3月7日 - 2019年6月25日、GyaO!）MC（松尾のみ）
- HITOSHI MATSUMOTO presents ドキュメンタル（2019年、Amazonプライム・ビデオ）シーズン7出演（加藤のみ）

### CD
- ニコニコ動画ふぃ〜ちゃりんぐBEST（ビクターエンタテインメント、2009年10月21日発売） - 「アナロ熊の『カッチカチやぞ!』」（加藤のみ）

### 広告
- ラルズネット（不動産★連合体）（2008年）函館市に本拠を置く住宅物件紹介ネットワーク
- サロンパス（久光製薬、2009年）
- ポケモンカードゲームLEGEND（2010年）サンドウィッチマンと出演

### 映画
- イン・ザ・プール（2005年、三木聡監督）加藤のみ
- ダメジン（2006年、三木聡監督）加藤のみ

### プロモーションビデオ
- スキマスイッチ『飲みに来ないか』松尾のみ
- 新垣結衣『そら』加藤のみ
- ROCKETMAN『FLY AWAY』
- 中川翔子『Shiny GATE』加藤のみ

## 作品

### DVD
- 笑魂シリーズ「ザブングル 逆ギレ」（2007年7月19日、コンテンツリーグ）
- ザブングル単独ライブ「〜呆〜」（2009年6月24日、ジェネオンエンタテインメント）

### 書籍
- 月末に預金通帳を見るのが楽しくなる! 手取り20万円台からはじめる3000万円貯金術大全（2021年9月29日、宝島社）- ※加藤単著（ザブングル加藤名義）。横山光昭が監修を担当。